# Raith Rovers

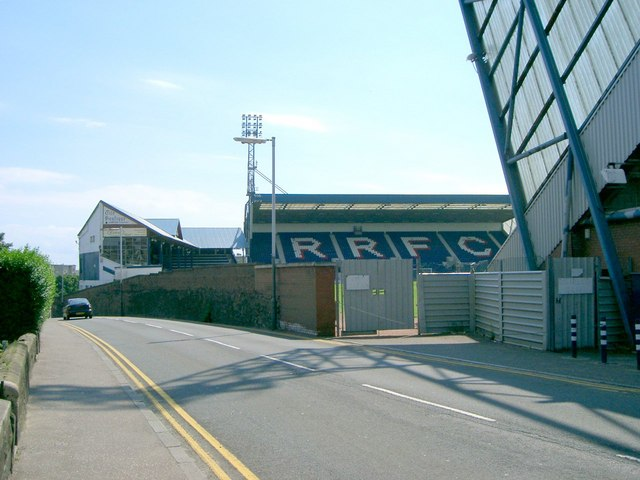
Stark’s Park (2006)

Die Raith Rovers (offiziell: Raith Rovers Football Club) sind ein schottischer Fußballverein aus Kirkcaldy. Der Verein spielt derzeit in der Scottish Championship, der zweithöchsten Spielklasse im schottischen Fußball. Die Rovers tragen ihre Heimspiele im Stark’s Park aus. Das Stadion wurde 1891 eröffnet und bietet Platz für 10.104 Zuschauer.

## Vereinsgeschichte

### Anfänge
Der Verein wurde 1883 gegründet und hat nichts mit den gleichnamigen Raith Rovers zu tun, welche 1882 mit dem FC Cowdenbeath fusionierten. Der Name Raith leitet sich ab aus dem gaelischen rath für Festung.
1902/03 spielte der Club erstmals in der schottischen Liga. Nach zwei erfolgreichen Jahren in der Scottish Football League Second Division gelang 1910 der Aufstieg in die Scottish Football League First Division. 1913 stand die Mannschaft erstmals im Finale des schottischen Pokals, bei dem das Team mit 0:2 gegen den FC Falkirk unterlag.

### Rekordjahre
Das erfolgreichste Ligajahr war 1922, als die Mannschaft in der Tabelle den dritten Platz hinter der Old Firm belegen konnte.
Einen ewigen Rekord konnte das Team aufstellen, als die Mannschaft in der Saison 1937/38, 142 Tore in 34 Ligaspielen erzielte. Konsequenz war der Aufstieg in die First Division. Bis heute sind diese 142 Tore ein Rekord im britischen Fußball. Ebenso zu diesem Zeitpunkt konnte man einen Vereinsrekord bei den Zuschauern aufstellen. Zum Viertelfinale des schottischen Pokals kamen 25.500 Zuschauer um das Spiel gegen East Fife zu sehen. Zum ersten Mal konnte das Finale des schottischen Ligapokals im Jahre 1949 erreicht werden. Dort traf die Mannschaft auf die Glasgow Rangers und verlor mit 0:2. Nach 1913 konnte das Team im Jahr 1951 zum zweiten Mal das Halbfinale des schottischen Fußballpokals erreichen, verlor aber gegen Celtic mit 2:3 im Hampden Park.

### Auf und Abs
Mit einer desaströsen Saison begannen die 1960er Jahre. Zum Saisonende 1962/63 fand sich der Verein auf dem letzten Platz der First Division wieder, nachdem der Club in 34 Partien insgesamt 118 Gegentore erhalten hatte.
1968 konnte der Abstieg in die nächsttiefere Liga dank Gordon Wallace verhindert werden. Er wurde der erste Spieler, der zum Spieler des Jahres gewählt wurde, und nicht von einem der großen Glasgower Vereinen kam. In 34 Ligaspielen gelangen ihm 27 Tore. Ab Mitte der 1970er bis Anfang der 1980er Jahre konnte sich die Mannschaft beständig in der First Division auf vorderen Rängen platzieren, ehe 1984 der Abstieg in die dritte Spielklasse erfolgte. Unter Trainer Frank Connor gelang 1987 der Wiederaufstieg in die First Division.

### Glorreiche Jahre
In der Saison 1992/93 gewannen die Rovers unter Spielertrainer Jimmy Nicholl den Meistertitel der Scottish Football League First Division und stiegen damit erstmals seit Jahrzehnten wieder in die höchste Spielklasse Schottlands auf. Es begann die erfolgreichste Phase in der Geschichte des Vereins. Der Verein stieg zwar gleich wieder ab, doch am 29. November 1994 erreichte die Mannschaft das Finale des schottischen Ligapokals. Dort schlug das Team Celtic Glasgow mit 6:5 nach Elfmeterschießen. Dieser Sieg im Finale berechtigte zur Teilnahme am UEFA-Pokal. Der Verein startete in der Qualifikation. Letztlich gelang der Einzug in die zweite Runde des Wettbewerbs, bei dem der schottische Verein dem FC Bayern München gegenüberstand. Das Hinspiel wurde mit 0:2 an der Easter Road in Edinburgh verloren, beim Rückspiel im Münchner Olympiastadion führten die Rovers, begleitet von zahlreichen Fans, zur Halbzeit mit 1:0, verloren am Ende jedoch mit 1:2 und schieden aus. Es war das erste Mal, dass eine unterklassige schottische Mannschaft sich für einen Europapokalwettbewerb qualifizieren konnte. Im gleichen Jahr gelang auch die sofortige Rückkehr ins Oberhaus des schottischen Fußballs. Mit einem Punkt Vorsprung auf die Verfolger Dunfermline Athletic und FC Dundee gewann das Team die Meisterschaft in der First Division.
Die Einnahmen aus dem UEFA-Pokal ermöglichten den Rovers die Renovierung ihres Stadions Stark’s Park zu einem reinen Sitzplatzstadion. Eröffnet wurde das neue Stadion 1996 mit einem Freundschaftsspiel gegen den FC Bayern München.

### Ende des Märchens
1996/97 begann das Ende der erfolgreichen Zeiten des letzten Jahrzehnts. Am Ende der Saison stieg der Club aus der 1. Liga ab und 2003 sogar in die 3. Liga. Vor Beginn der Saison 2004/05 bot Claude Anelka, der Bruder von Nicolas Anelka, jedem Verein, welcher ihn als Trainer einstellt, £ 300.000. Die Raith Rovers nahmen das Angebot an und Anelka verpflichtete größtenteils Spieler aus den unteren Ligen Frankreichs. Das Projekt scheiterte, Anelka trat Mitte der Saison zurück und die Rovers beendeten die Saison als Tabellenletzter mit 16 Punkten. 2008 belegte die Mannschaft am Ende den 3. Platz und erreichte die Aufstiegsrunde. In der ersten Runde verlor der Club gegen Airdrie United. Im selben Jahr feierte der Verein sein 125-jähriges Jubiläum.
In der Saison 2008/09 wurden die Raith Rovers Meister der drittklassigen Second Division und stiegen damit in die First Division auf. Am 13. März 2010 erreichte die Mannschaft das erste Mal seit 1963 das Halbfinale des schottischen Pokals durch einen 2:1-Auswärtserfolg beim FC Dundee.

## Erfolge
- Scottish Division Two (zweite Spielklasse):
  - Meister (3): 1907/08, 1937/38, 1948/49
- Scottish First Division (zweite Spielklasse):
  - Meister (2): 1992/93, 1994/95
- Scottish Second Division (dritte Spielklasse):
  - Meister (2): 2002/03, 2008/09
- Scottish Cup:
  - Finalist (1): 1912/13
- Scottish League Cup:
  - Gewinner (1): 1994/95
- Scottish League Challenge Cup:
  - Gewinner (3): 2013/14, 2019/20, 2021/22

## Europapokalbilanz
| Saison  | Wettbewerb | Runde         | Gegner            | Gesamt | Hin     | Rück    |
| ------- | ---------- | ------------- | ----------------- | ------ | ------- | ------- |
| 1995/96 | UEFA-Pokal | Qualifikation | GÍ Gøta           | 6:2    | 4:0 (H) | 2:2 (A) |
| 1995/96 | UEFA-Pokal | 1. Runde      | ÍA Akranes        | 3:2    | 3:1 (H) | 0:1 (A) |
| 1995/96 | UEFA-Pokal | 2. Runde      | FC Bayern München | 1:4    | 0:2 (H) | 1:2 (A) |

Gesamtbilanz: 6 Spiele, 3 Siege, 3 Niederlagen, 10:8 Tore (Tordifferenz +2)

## Spieler und Trainer

### Trainerchronik
| - Bert Herdman 1945–1961 - Hugh Shaw 1961–1962 - Alfie Conn, Sr.\|Alfie Conn 1962–1963 - Doug Cowie 1963–1964 - George Farm 1964–1967 - Tommy Walker 1967–1969 - Jimmy Millar 1969–1970 - Bill Baxter 1970–1971 - George Farm 1971–1974 - Bert Paton 1974–1975 - Andy Matthew 1975–1978 - Willie McLean 1978–1979 - Gordon Wallace 1979–1983 - Bobby Wilson 1983–1986 - Frank Connor 1986–1990 |  | - Jimmy Nicholl 1990–1996 - Jimmy Thomson 1996 - Tommy McLean 1996 - Iain Munro 1996–1997 - Jimmy Nicholl 1997–1999 - John McVeigh 1999 - Peter Hetherston 1999–2001 - Jocky Scott 2001–2002 - Antonio Calderon 2002–2004 - Claude Anelka 2004 - Gordon Dalziel 2004–2006 - Craig Levein 2006 - John McGlynn 2006– |

### Ehemalige Spieler
- Marvin Andrews
- Jim Baxter
- Nacho Novo

## Wissenswertes
Der wohl bekannteste Anhänger des Vereins ist der frühere britische Premierminister Gordon Brown, der in Kirkcaldy aufgewachsen ist.
Die schottische Kriminalautorin Val McDermid war bis Anfang 2022 Trikotsponsorin des Vereins.
Zudem pflegen die Fans Kontakte zu den Fans des deutschen Fußballvereins FC Ingolstadt 04 aus der Partnerstadt Kirkcaldys, Ingolstadt.